# República constitucional
Uma república constitucional é um Estado onde o chefe de Estado e outros funcionários são representantes do povo e devem governar de acordo com a atual lei constitucional que limita o poder do governo sobre os cidadãos.
Em uma república constitucional os poderes executivo, legislativo e judiciário são separados em ramos distintos e com a vontade da maioria da população é temperado pela proteção dos direitos individuais de modo que nenhum indivíduo ou grupo tem poder absoluto.
O fato de existir uma Constituição que limita o poder do governo faz o Estado constitucional, que o(s) chefe(s) de Estado e de outros funcionários são escolhidos por eleição, ao invés de herdar as suas posições, e que suas decisões estão sujeitas a uma revisão judicial torna um Estado republicano.
Os Estados Unidos da América é formado como uma República Constitucional Federal presidencial.